# Pseudicius wesolowskae
Pseudicius wesolowskae är en spindelart som beskrevs av Song D., Zhu M., Chen J. 200. Pseudicius wesolowskae ingår i släktet Pseudicius och familjen hoppspindlar. Inga underarter finns listade i Catalogue of Life.